# ソング2
「ソング2」（Song 2）は、1997年に発表されたイギリスのオルタナティヴ・ロックバンド、ブラーのアルバム『ブラー』の収録曲であり、アルバムからのセカンド・シングル。全英2位を獲得。フジテレビ系列で深夜に放送されていた音楽番組『BEAT UK』のUKシングルチャートでNo.1を獲得。ブラーの代表曲の一つであり、このシングルによりバンドは長らく冷遇されていたアメリカでブレイクを果たした。

## 概要
デイヴ・ロウントゥリーとグレアム・コクソンによるツイン・ドラムのイントロと、グレアムの歪んだヘヴィ・リフのギターが強烈なインパクトを放つ、シンプルだがパンキッシュなアッパー・チューン。ブリットポップバンドとしてのそれまでのブラーのイメージをかなぐり捨てるような、アメリカのインディー・ロックを意識したサウンドが特徴。ライブではハイライトを飾り、最高潮の盛り上がりを現出している。
タイトルは、演奏時間(2分)に由来するという説や、デモ作成時のコードネームがそのまま付けられたという説があるが、リリースに先立ち1996年6月にダブリンでのライヴで披露された際にはすでに、デーモン・アルバーンは"Song 2"として観衆に紹介しており、結局その仮称が正式な曲名として採用された。欧米圏では歌詞にちなんで"Woohoo! Song"などと呼ばれる事もある。
歌詞に特に意味はなく、オートマティスムの手法によって書かれたといい、曲自体も数十分程度で完成させたというエピソードが残っている。この曲の意味不明な歌詞は90年代に流行したグランジシーンへの揶揄とも解釈でき、グレアム・コクソン自身も「レコード会社をからかう目的で歌詞を書いた。」と語っている。冒頭に聞かれる「Woo-Hoo!」はザ・シンプソンズの主人公ホーマー・シンプソンが作中で頻繁に発する掛け声が基になっている。
それまでマーケティングの鬼門であったアメリカでも商業的成功をもたらしたブラー最大のヒット曲であり、インテルやナイキをはじめ数多くのCMで使用され、数多くのミュージシャンからカヴァーされている。アメリカ軍からステルス戦闘機の発表記念会のテーマ曲として使用したいとオファーがあり多額のギャランティーを提示されたというが、メンバーは断ったという。
「ロックの精神」をメタファー化したかのような「強風」がメンバーに襲い掛かるというシュールで激しいビデオ・クリップも人気となり、MTV等で大量にオンエアされた。

## 収録曲

### 日本盤 CD
- Song 2
- Get Out of Cities
- Polished Stone
- Bustin' + Dronin'
- Beetlebum"(Mario Caldato Jr. mix)
- Beetlebum (instrumental)
- Country Sad Ballad Man (live acoustic)
- On Your Own (live acoustic)

## 収録アルバム
- 『ブラー』
- 『ザ・ベスト・オブ - The best of』
- 『ミッドライフ：ビギナーズ・ガイド・トゥ・ブラー』